# شوريك (سلماس)
شوريك هي قرية في مقاطعة سلماس، إيران. عدد سكان هذه القرية هو 1,182 في سنة 2006.